# Dorogi Barbara
Dorogi Barbara (Budapest, 1968. szeptember 14. –) magyar színésznő, énekesnő.

## Életpályája
1993-tól a Színház- és Filmművészeti Főiskola hallgatója, osztályvezető tanára Szinetár Miklós volt. Színészi diplomáját 1997-ben vette át. Pályáját a Fővárosi Operettszínházban kezdte. Budapesten fellépett többek között a József Attila Színházban, a Nemzeti Színházban, a Várszínházban, a Budapesti Kamaraszínházban és a Vidám Színpadon is. Játszott a Szegedi Nemzeti Színházban, a Szegedi Szabadtéri Színpadon a Dóm téren,  Pécsen a Káptalan utcai Szabadtéri Színpad és az Anna udvarban. 2001-től szabadfoglalkozású színművésznő, közben 2004 és 2007 között a Pécsi Nemzeti Színház tagja volt.      

## Fontosabb színházi szerepei
- Richard Rodgers – Howard Lindsay – Russel Crouse: A muzsika hangja... Mária
- Molnár Ferenc: A Pál utcai fiúk... Áts Feri
- Carlo Collodi: Pinokkió... tündér
- Benjamin Jonson: Volpone... Colombina
- Fábry Péter – Döme Zsolt: A bécsi gyors... Márta
- Jerry Herman: Hello, Dolly!... Mrs. Irene Molloy
- Leonard Bernstein – Artur Laurents – Stephen Sondheim: West Side Story... Anita
- Fenyő Miklós: Hotel Menthol... Klipsz
- Stephen Sondheim: Kis éji zene... Madam Armfeld
- Bertolt Brecht – Kurt Weill: Koldusopera... Kocsma Jenny
- Cole Porter – Bella Spewack –  Samuel Spewack : Kiss me Kate... Kata
- John Kander – Bob Fosse – Fred Ebb: Chicago... Roxie Hart
- John Kander – Fred Ebb: A pókasszony csókja... Pókasszony (Auróra)
- Stephen Schwartz – David Greene – John Michael Tebelak: Godspell... szereplő
- Charles Dickens – Lionel Bart: Oliver... Nancy
- Lehár Ferenc: Luxemburg grófja... Madame Fleury (Angéle barátnője)
- Dale Wassermann – Joe Darion – Mitch Leigh: La Mancha lovagja... Aldonza; Dulsinea
- Vajda Katalin – Valló Péter – Fábri Péter: Anconai szerelmesek... Drusilla (római lány)
- Nóti Károly – Zágon István – Eisemann Mihály: Hyppolit, a lakáj... Mimi (lokáltáncosnő)

## Díjak, elismerések
- Neményi Lili Sanzonverseny győztese (1995)
- Főiskolai Shakespeare fesztivál legjobb színésznője-díj (1996)
- Főiskola legjobb musicalszínésznő-díj (1997)

## Lemezek
- Night Time Is The Right Time (Rock in Box Records, RIB 031 1995.)
- Hotel Menthol (1998) Az albumon, amely a nagysikerű, azonos című színházi előadás anyagát tartalmazza – az Isztambul című dal énekli.

## Filmek, tv
- Színház- és Filmművészeti Főiskola 1997 – Diplomaosztó
- Cosi fan tutte – (Zenés Tv-Színház, 1998)